# Unsagbare Sünden
Unsagbare Sünden (Originaltitel: Pecados inconfesables) ist eine mexikanische Thrillerserie, die von Leticia López Margalli und Guillermo Ríos geschaffen wurde. Die Serie wurde am 30. Juli 2025 weltweit auf Netflix veröffentlicht.

## Handlung
Helena Rivas ist die CEO eines international tätigen Unternehmens. Auf den ersten Blick wirkt ihr Leben und ihre Ehe wie aus einem Bilderbuch. Doch hinter dieser Fassade verbirgt sich eine dunklere Realität: Ihre Ehe mit Claudio Martínez ist von Gewalt und Kontrollsucht geprägt. Im Familienleben der Martinez tun sich tiefe Risse auf, die durch zahlreiche Konflikte entstanden sind. Helena beschließt, diesem Leben zu entkommen, um gemeinsam mit ihrem leiblichen Sohn Fernando, einen Neuanfang zu wagen. 
Um ihre Idee in die Tat umzusetzen, spannt Helena den jungen, gutaussehenden Escort Iván Díaz in ihren Plan ein, mit dem sie eine Affäre unterhält. Ihr Ziel ist es, Claudio eine Falle zu stellen, um so aus der Ehe auszubrechen. Doch der Plan geht schief, und Claudio verschwindet auf mysteriöse Weise, woraufhin Helena unter Verdacht gerät. Was als Versuch begann, ihre Freiheit zu erlangen, entwickelt sich im Handumdrehen zu einem Thriller, in dem nichts so ist, wie es scheint, und niemandem mehr vertraut werden kann. Während sich die Gewaltspirale stetig weiterdreht und immer dunklere Abgründe offenbart, sind Helena und Iván aufeinander angewiesen. Nur durch ihre Zusammenarbeit können sie die Wahrheit ans Licht bringen, ihre Unschuld beweisen und ihre Wünsche verwirklichen.

## Besetzung und Synchronisation
Die deutschsprachige Synchronisation entstand nach den Dialogbüchern von Birgit Kirberg und Jennifer Schöngarth sowie unter der Dialogregie von Debora Weigert durch die Synchronfirma FFS Film- & Fernseh-Synchron in Berlin.
| Rolle                  | Schauspieler          | Synchronsprecher         |
| ---------------------- | --------------------- | ------------------------ |
| Helena Rivas           | Zuria Vega            | Giuliana Jakobeit        |
| Iván Díaz              | Andrés Baida          | Amadeus Strobl           |
| Claudio Martínez       | Erik Hayser           | Thomas Schmuckert        |
| Livia Martínez         | Ana Sofía Gatica      | Özge Kayalar             |
| Octavio Martínez       | Manuel Masalva        | Ricardo Richter          |
| Fernando               | Sebastián García      | Jaro Haggège             |
| Rafael                 | Roberto Quijano       | Alexander Doering        |
| Dora                   | Raquel Martínez       | Anja Kling               |
| Antonio                | Mario Moran           | Bastian Sierich          |
| Arcadia                | Alejandra Lazcano     | Ulrike Stürzbecher       |
| Pablo Morales          | Eugenio Siller        | Patrick Winczewski       |
| Fedra Baar             | Adriana Louvier       | Claudia Urbschat-Mingues |
| Ximena Baar            | Regina Pavón          | Marie Hinze              |
| Sofía Curiel           | Ivonne Montero        | Anja Stadlober           |
| Benítez                | Mattías Vega          | Jonas Lauenstein         |
| El Licenciado          | Emmanuel Varela       | Robert Glatzeder         |
| El Magic               | Armando Hernández     | Matti Klemm              |
| Diana Stiglitz         | Valeria Vera          | Christin Marquitan       |
| Francisco Larios       | Antonio Alcántara     | Armin Schlagwein         |
| Hugo                   | José María Torre      | Nico Mamone              |
| Felipe                 | Antonio Montes        | Tilo Schmitz             |
| Ältere Frau im Verlies | Maria Eugenia Guzman  | Brigitte Grothum         |
| Rebeca                 | María Evoli           | Olivia Büschken          |
| Ariel                  | Victor Isaac          | Nicolas Rathod           |
| Eva                    | Íngrid Martz          | Esra Vural               |
| Cristina               | Sofía Lama            | Julia Kaufmann           |
| Marisol                | Dánae García          | Imaya Ugwonno            |
| Martha                 | Maria Goretti Lipkies | Julia Biedermann         |
| Ortega                 | Manuel Sevilla        | Lutz Schnell             |
| Patrício               | Emmanuel Amor         | Keanu Peters             |
| Remedios               | Olivia Duflos         | Hannah Ost               |
| Romulo                 | Patricio Serna Meza   | Moritz Hübscher          |
| Raquel                 | Daniela Cordero       | Jessica Ginkel           |
| Fernández              |                       | Marcel Collé             |
| Michelle               |                       | Anna Herrmann            |
| TV Interviewer         |                       | Fabian Oscar Wien        |

## Episodenliste
| Nr.                                                                         | Deutscher Titel               | Originaltitel       |
| --------------------------------------------------------------------------- | ----------------------------- | ------------------- |
| 1                                                                           | Die Falle                     | La trampa           |
| 2                                                                           | Das Wiedersehen               | Reencuentro         |
| 3                                                                           | Verzweiflung                  | Desesperada         |
| 4                                                                           | Unter Verdacht                | Bajo sospecha       |
| 5                                                                           | Zweifel                       | Las dudas           |
| 6                                                                           | Falscher Tod                  | Falsa muerte        |
| 7                                                                           | Der Fall des Staatsanwalts    | La caída del fiscal |
| 8                                                                           | Der Anruf                     | La llamada          |
| 9                                                                           | Entführt                      | Capturados          |
| 10                                                                          | Er ist am Leben               | Está vivo           |
| 11                                                                          | Erpressung                    | Chantaje            |
| 12                                                                          | Geheimnisse der Vergangenheit | Secreto del pasado  |
| 13                                                                          | Der Skandal                   | Escándalo           |
| 14                                                                          | Desillusioniert               | Desilusión          |
| 15                                                                          | Alle gegen alle               | Todos contra todos  |
| 16                                                                          | Enthüllungen                  | Revelaciones        |
| 17                                                                          | Ein schwerer Schlag           | Duro golpe          |
| 18                                                                          | Ein neues Leben               | Nueva vida          |
| Am 30. Juli 2025 wurden alle Episoden der Serie bei Netflix veröffentlicht. |                               |                     |